# Мендон (Массачусетс)
Мендон (англ. Mendon) — місто (англ. town) в США, в окрузі Вустер штату Массачусетс. Населення — 6228 осіб (2020).

## Демографія
Згідно з переписом 2010 року, у місті мешкало 5839 осіб у 2022 домогосподарствах у складі 1637 родин. Було 2091 помешкання
Расовий склад населення:
| - 97,2 % — білих - 1,0 % — азіатів - 0,4 % — чорних або афроамериканців |

До двох чи більше рас належало 0,9 %. Частка іспаномовних становила 1,3 % від усіх жителів.
За віковим діапазоном населення розподілялося таким чином: 27,9 % — особи молодші 18 років, 61,4 % — особи у віці 18—64 років, 10,7 % — особи у віці 65 років та старші. Медіана віку мешканця становила 42,1 року. На 100 осіб жіночої статі у місті припадало 100,3 чоловіків;  на 100 жінок у віці від 18 років та старших — 97,0 чоловіків також старших 18 років.
Середній дохід на одне домашнє господарство  становив 145 210 доларів США (медіана — 125 816), а середній дохід на одну сім'ю — 161 821 долар (медіана — 147 031). Медіана доходів становила 90 096 доларів для чоловіків та 64 881 долар для жінок. За межею бідності перебувало 0,5 % осіб, у тому числі 0,0 % дітей у віці до 18 років та 1,8 % осіб у віці 65 років та старших.
Цивільне працевлаштоване населення становило 3425 осіб. Основні галузі зайнятості: освіта, охорона здоров'я та соціальна допомога — 23,6 %, науковці, спеціалісти, менеджери — 17,5 %, виробництво — 14,9 %, роздрібна торгівля — 14,2 %.